# Lou Jacobi
Louis „Lou“ Harold Jacobi (* 28. Dezember 1913 in Toronto, Ontario; † 23. Oktober 2009 in Manhattan, New York) war ein kanadischer Film- und Theaterschauspieler.

## Leben
Lou Jacobi wurde als Sohn jüdischer Eltern in Toronto geboren. 1957 heiratete er Ruth Ludwin. Bereits im Alter von zwölf Jahren konnte er sich für das Theater begeistern und spielte eine Rolle in einem Stück namens The Rabbi. In den späten 1940er Jahren arbeitete Jacobi zunächst als Stand-Up Comedian, bevor er von seinem langjährigen Freund Don Harron für das Musical Spring Thaw gecastet wurde.
Seine Karriere als Filmschauspieler begann in den frühen 1950er Jahren in  Hochzeitsnacht (Is Your Honeymoon Really Necessary?, 1953). Neben der Schauspielerei in Film und Fernsehen übernahm er 1955 für zwei Jahre die Rolle des Herrn van Daan in der mit dem Pulitzer-Preis ausgezeichneten und Tony-prämierten Broadwayproduktion Das Tagebuch der Anne Frank unter der Regie von Garson Kanin. In der 1959 gedrehten und Oscar-prämierten Filmfassung übernahm er die gleiche Rolle. Auch danach übernahm er einige Rollen in verschiedenen Theaterstücken. 1963, in Billy Wilders Das Mädchen Irma la Douce, übernahm er die Rolle des Moustache, die ursprünglich Charles Laughton spielen sollte, der sie aber wegen seiner Krankheit nicht mehr übernehmen konnte. Wilder, der Laughton sehr verehrte, war aber dennoch sehr angetan von der Leistung Jacobis.
Neben zahlreichen Filmrollen hatte er häufig auch Gastauftritte in Fernsehserien. So beispielsweise in Alfred Hitchcock Presents, Chefarzt Dr. Westphall oder Cagney & Lacey. Zu seinen bekanntesten Filmen als Schauspieler zählen Woody Allens Was Sie schon immer über Sex wissen wollten, aber bisher nicht zu fragen wagten sowie I.Q. – Liebe ist relativ an der Seite von Tim Robbins und Walter Matthau. Nach diesem Film zog er sich aus dem Filmgeschäft zurück.
Im Jahr 1999 wurde er in Canada’s Walk of Fame, ein Denkmal für berühmte Kanadier, aufgenommen.

## Wirken

### Filmografie (Auswahl)
- 1955: Voller Wunder ist das Leben (A Kid for Two Farthings)
- 1959: Das Tagebuch der Anne Frank (The Diary Of Anne Frank)
- 1960: Nur wenige sind auserwählt (Song Without End)
- 1963: Das Mädchen Irma la Douce (Irma la Douce)
- 1966: Penelope
- 1970: Wenn es Nacht wird in Manhattan (Cotton Comes to Harlem)
- 1971: Kleine Morde (Little Murders)
- 1972: Was Sie schon immer über Sex wissen wollten, aber bisher nicht zu fragen wagten (Everything You Always Wanted to Know About Sex * But Were Afraid to Ask)
- 1981: Arthur – Kein Kind von Traurigkeit (Arthur)
- 1982: Ein Draufgänger in New York (My Favorite Year)
- 1986: Die Frau vom Boß (The Boss Wife)
- 1987: Amazonen auf dem Mond oder Warum die Amis den Kanal voll haben (Amazon Women on the Moon)
- 1990: Avalon
- 1994: I.Q. – Liebe ist relativ (I.Q.)

### Theater
- 1955–1957: The Diary of Anne Frank (Regie: Garson Kanin; Drehbuch: Frances Goodrich, Albert Hackett (basierend auf dem Tagebuch der Anne Frank))
- 1959–1961: The Tenth Man (Regie: Tyrone Guthrie; Drehbuch: Paddy Chayefsky)
- 1961–1962: Come Blow Your Horn (Regie: Stanley Prager; Drehbuch: Neil Simon)
- 1964–1965: Fade Out – Fade In (Regie: George Abbott)
- 1966–1968: Don’t Drink the Water (Regie: Stanley Prager; Drehbuch: Woody Allen)
- 1969: A Way of Life (Regie: Harold J. Stone; Drehbuch: Murray Schisgal)
- 1970: Norman, Is That You? (Regie: George Abbott; Drehbuch: Ron Clark, Sam Bobrick)
- 1971: Unlikely Heroes (Regie: Larry Arrick; Drehbuch: Larry Arrick (basierend auf Geschichten von Philip Roth))
- 1972–1974: The Sunshine Boys (Regie: Alan Arkin; Drehbuch: Neil Simon)
- 1978: Cheaters (Regie: Robert Drivas; Drehbuch: Michael Jacobs)